# Nymphaea subg. Confluentes
Nymphaea subg. Confluentes ist eine Untergattung der Gattung Nymphaea.

## Beschreibung

### Vegetative Merkmale
Arten der Untergattung Nymphaea subg. Confluentes haben knollenförmige Rhizome, welche keine Ausläufer ausbilden. Der Blattrand ist ganzrandig bis gewellt.

### Generative Merkmale
Die tagblühenden Blüten ragen über die Wasseroberfläche hinaus. Die Blütenblätter haben keine auffällige Lücke zwischen Blütenblättern und Staubblättern. Die Samen, welche eine Größe von 2,5 mm nicht überschreiten, sind kleiner als die von Arten der Untergattung Nymphaea subg. Anecphya.

## Taxonomie

### Erstbeschreibung
Die Untergattung wurde 2007 von Surrey Wilfrid Laurance Jacobs veröffentlicht.

### Typusart
Die Typusart ist Nymphaea violacea Lehm.

### Arten
- Nymphaea alexii S.W.L.Jacobs & Hellq.[4]
- Nymphaea elleniae S.W.L.Jacobs[4]
- Nymphaea hastifolia Domin[4]
- Nymphaea lukei S.W.L.Jacobs & Hellq.
- Nymphaea noelae S.W.L.Jacobs & Hellq.
- Nymphaea ondinea Löhne, Wiersema & Borsch
- Nymphaea vaporalis S.W.L.Jacobs & Hellq.
- Nymphaea violacea Lehm.[4]

## Etymologie
Der Name der Untergattung Confluentes bezieht sich auf den allmählichen Übergang der Blütenblätter in Staubblätter ohne deutliche Lücke.

## Verbreitung
Die Arten dieser Untergattung kommen im tropischen Australien und Neuguinea vor.